# علي الفقير الربابعة
علي الفقير الربابعة «أبو أسامة» إمام وفقيه حنبلي وأحد علماء أهل السنة والجماعة في الأردن وبلاد الشام، تولى منصب وزير الأوقاف والشؤون والمقدسات الإسلامية في الأردن عام 1989م، ونائب أول لرئيس مجلس النواب عام 1989 –1993

## الدرجات العلمية
- بكالوريوس في الشريعة الإسلامية من جامعة دمشق
- ماجستير الفقه المقارن من الأزهر الشريف
- دكتوراه الفقه المقارن من الأزهر الشريف، 1978م.

## المناصب والوظائف
1. وزير الأوقاف والشؤون والمقدسات الإسلامية، عام 1989م[1]
2. نائب في البرلمان الأردني، ونائب أول لرئيس مجلس النواب عام 1989 –1993 [2]
3. مفتي القوات المسلحة بالوكالة.
4. باحث في مؤسسة آل البيت للبحوث والدراسات الإسلامية.
5. التدريس في جامعة مؤتة والجامعة الأردنية وجامعة اليرموك، محاضر غير متفرغ.
6. مستشار ديني لمؤسسة الإقراض الزراعي.
7. رئيس جمعية الريان للمتقاعدين العسكريين.

## المؤلفات
- له ثلاثة مؤلفات مهمة هي: أسئلة حائرة - رجال لنا بهم قدوة - العز بن عبد السلام.
- مئات الخطب الموزعة على الديسكات والأشرطة الكاسيت.
- العديد من البحوث والدراسات الإسلامية المنشورة في مجلة التذكرة التابعة للقوات المسلحة، ومجلة وزارة الأوقاف، والمجلات الخاصة بالعديد من المنظمات الإسلامية ودور البحث الإسلامية.

## النشاطات العلمية
1. محاضر ومدرس في المساجد والمراكز الإسلامية والمدارس والجامعات داخل المملكة الأردنية الهاشمية وخارجها في دول مختلفة عربية واروبية وآسيوية وأفريقية.
2. المشاركة في العديد من المؤتمرات الإسلامية على مستوى العالم الإسلامي